# Allethrin

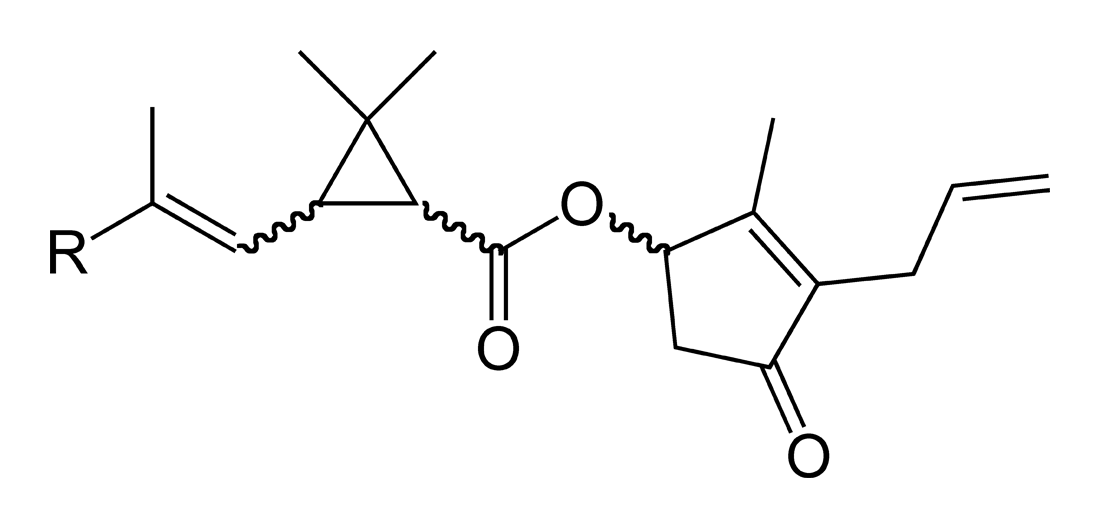
Allethrin I (R = −CH_{3})
Allethrin II (R = −COOCH_{3})

Allethriny jsou dvojice příbuzných syntetických organických sloučenin používaných jako insekticidy. Patří mezi pyrethroidy, syntetické látky odvozené od chemikálie přirozeně se vyskytujících v chryzantémách.
Sloučeniny mají nízkou toxicitu pro člověka a ptáky. Používají se v mnoha domácích insekticidech (např. značky Raid) a spirálách proti komárům, též ve sprejích pro zmlžování k hubení komárů ve vnějším prostředí. Hmyz vystavený těmto látkám je před smrtí paralyzován (účinkem na nervový systém).